# 小行星21854
小行星21854（21854 Brendandwyer）是一颗绕太阳运转的小行星，为主小行星带小行星。该小行星于1999年10月7日发现。

## 轨道参数
小行星21854的轨道半长轴为2.6189302 UA，离心率为0.125。